# Dischides
Dischides là một chi động vật thân mềm thuộc họ Gadilidae.
Các loài thuộc chi này được tìm thấy ở Âu-Á, Bắc Phi và Úc.

## Các loài
Các loài:
- Dischides atlantideus (Nicklès, 1955)
- Dischides belcheri Pilsbry & Sharp, 1898
- Dischides belenae Scarabino, 2008
- Dischides celeciai Scarabino, 2008
- Dischides dartevellei (Nicklès, 1979)
- Dischides dichelus (R.B.Watson, 1879)
- Dischides hintoni Lamprell & Healy, 1998
- Dischides leloeuffi (Nicklès, 1979)
- Dischides minutus (H.Adams, 1872)
- Dischides montrouzieri Scarabino, 2008
- Dischides ovalis (Boissevain, 1906)
- Dischides politus (S.Wood, 1842)
- Dischides prionotus (R.B.Watson, 1879)
- Dischides splendens Raines, 2002
- Dischides viperidens (Melvill & Standen, 1896)
- Dischides yateensis Scarabino, 1955